# Pan-Am-Flug 806
Pan-Am-Flug 806 (Flugnummer: PA806, Funkrufzeichen: CLIPPER 806) war ein Linieninterkontinentalflug der Pan American World Airways von Auckland nach Los Angeles mit Zwischenstopps in Pago Pago und Honolulu. Am 30. Januar 1974 verunglückte auf diesem Flug die eingesetzte Boeing 707-321B N454PA durch Scherwinde und Fallböen kurz vor der geplanten Landung auf dem Flughafen Pago Pago. Bei dem Unfall kamen 97 der 101 Insassen der Maschine ums Leben.

## Flugzeug
Bei der verunglückten Maschine handelte es sich um eine Boeing 707-321B, deren Roll-Out im Werk von Boeing auf dem Boeing Field im US-Bundesstaat Washington am 15. Dezember 1967 erfolgte. Die Maschine wurde als die 661. Boeing 707 aus laufender Produktion mit der Werknummer 19376 endmontiert und war zum Zeitpunkt des Unfalls sechs Jahre und einen Monat alt. Am 20. Dezember 1967 wurde die Maschine neu an die Pan Am ausgeliefert, wo sie mit dem Luftfahrzeugkennzeichen N454PA in Betrieb ging. Die Maschine erhielt den Taufnamen Clipper Radiant. Das vierstrahlige Langstrecken-Schmalrumpfflugzeug war mit vier Mantelstromtriebwerken des Typs Pratt & Whitney JT3D-3B ausgestattet. Bis zum Zeitpunkt des Unfalls hatte die Maschine 21.625 Betriebsstunden absolviert.

## Besatzung und Passagiere
Den Flug auf dem betroffenen Flugabschnitt hatten 91 Passagiere angetreten. Es befand sich eine zehnköpfige Besatzung an Bord, bestehend aus einem Flugkapitän, einem Ersten Offizier, einem Dritten Offizier, einem Flugingenieur und sechs Flugbegleiterinnen.
- Der 52-jährige Flugkapitän Leroy A. Petersen wurde am 3. März 1951 durch die Pan Am eingestellt. Ab dem 1. November 1960 wurde er zum Reservekopiloten beziehungsweise Navigator an Bord der Boeing 707 geschult. Am 2. Juli 1965 wurde er zum Ersten Offizier an Bord der Boeing 707 befördert, ab dem 10. November 1967 fungierte er als Flugkapitän auf Maschinen dieses Typs. Kapitän Petersen verfügte über Musterberechtigungen für die Flugzeugtypen Douglas DC-4, Boeing 377, Boeing 707 und Boeing 720. Seine Flugerfahrung belief sich auf 17.414 Stunden, davon hatte er 7.416 Stunden im Cockpit der Boeing 707 absolviert.
- Der 37-jährige Erste Offizier Richard V. Gaines war am 7. August 1964 durch die Pan Am eingestellt worden. Zum Reservekopiloten beziehungsweise Navigator an Bord der Boeing 707 wurde er ab dem 20. Oktober 1964 ausgebildet, am 15. Juli 1967 wurde er zum Ersten Offizier an Bord dieses Flugzeugtyps befördert. Der Erste Offizier verfügte über Musterberechtigungen für die Flugzeugtypen Boeing 707 und Boeing 720. Sämtliche seiner 5.107 Stunden Flugerfahrung hatte er auf der Boeing 707 absolviert. Gaines hatte den Flughafen Pago Pago im Jahr vor dem Unfall zwölfmal angeflogen.
- Der 43-jährige Dritte Offizier James S. Phillips besaß seit dem 25. April 1966 einen Arbeitsvertrag mit der Pan Am. Zum 3. Januar 1967 wurde er zum Reservekopiloten beziehungsweise Navigator an Bord der Boeing 707 ausgebildet. Seine Flugerfahrung betrug 5.208 Stunden, wovon er 4.706 Stunden im Cockpit der Boeing 707 abgeleistet hatte. Den Flughafen Pago Pago hatte Phillips innerhalb der vorangegangenen sieben Monate siebenmal angeflogen. Seit dem 11. Oktober 1973 hatte er sieben Starts und neun Landungen absolviert.
- Der 37-jährige Flugingenieur Gerry G. Green gehörte seit dem 24. April 1967 der Belegschaft der Pan Am an. Zum Reservekopiloten beziehungsweise Navigator an Bord der Boeing 707 wurde er ab dem 20. Oktober 1967 ausgebildet, zum Flugingenieur ab dem 2. Juli 1973. Green verfügte über 2.299 Stunden Flugerfahrung, wovon er 1.444 Stunden im Cockpit der Boeing 707 abgeleistet hatte.

Zum Unfallzeitpunkt war der designierte Erste Offizier Gaines an einer Kehlkopfentzündung (Laryngitis) erkrankt, weshalb der Dritte Offizier Phillips für ihn die Aufgaben des Ersten Offiziers übernahm.
Neben der Cockpitbesatzung befanden sich sechs Flugbegleiterinnen an Bord:
- Die 60-jährige Elizabeth Givens (* 28. September 1913) arbeitete seit dem 1. Juli 1966 für die Pan Am.
- Die 34-jährige Gorda Rupp (* 12. September 1939) gehörte seit dem 18. März 1966 der Pan Am an.
- Die 25-jährige Gloria Olson (* 4. Juni 1948) hatte seit dem 14. Februar 1972 einen bestehenden Arbeitsvertrag mit der Pan Am.
- Die ebenfalls 25-jährige Patricia Reilly (* 22. April 1948) war seit dem 8. Mai 1972 Teil der Belegschaft der Pan Am.
- Die 28-jährige Kinuako Seko (* 19. März 1945) arbeitete seit dem 1. Mai 1969 für die Pan Am.
- Die 23-jährige Yvonne Cotte (* 10. April 1950) gehörte der Pan Am seit dem 19. Februar 1973 an.

## Unfallhergang
Um 20:14 Uhr startete die Maschine mit 91 Passagieren und 10 Besatzungsmitgliedern in Auckland zu einem Flug nach Pago Pago, welcher nach Instrumentenflugregeln durchgeführt werden sollte. Um 23:34 Uhr befand sich die Maschine im Anflug auf den Zielflughafen, war bereits auf 5.500 Fuß (ca. 1.700 Meter) gesunken und empfing eine Keule des Drehfunkfeuers von Pago Pago auf 226 Grad, während die Maschine einen Kurs von 46 Grad flog. Die Maschine befand sich im Anflug auf Landebahn 05. Die Anflugkontrolle von Pago Pago berichtete über Winde aus 030 Grad bei Windstärken von 1,5 und 2,0 in Böen.
Die Maschine empfing Signale vom Landekurssender. Um 23:38 Uhr informierte der Anfluglotse die Besatzung über einen schweren Regenschauer am Flughafen und um 23:39 Uhr gab er die Windverhältnisse mit Wind aus 030 Grad bei Windstärken von 1,5 und 2,0 in Böen an. Die Besatzung antwortete um 23:39:41 mit „Acht Null Sechs, Wilco“. Dies war die letzte Mitteilung von Flug 806.
Während der letzten Flugminute zeichnete der Cockpit Voice Recorder gewöhnliche Gespräche im Cockpit auf. Um 23:40:22 Uhr teilte der Erste Offizier dem Flugkapitän mit, dass dieser etwas hoch fliege, während er nur elf Sekunden später meinte, der Kapitän würde in Mindestflughöhe fliegen. Zwei Sekunden später äußerte der Erste Offizier, dass er die Landebahn in Sicht habe und wies den Flugkapitän darauf hin, die Maschine nach rechts zu fliegen und gab die Fluggeschwindigkeit mit 140 Knoten an. Dies war der letzte Satz, der vom Cockpit Voice Recorder aufgenommen wurde. Um 23:40:42 streifte die Maschine nur 1.178 Meter vor der Landebahnschwelle von Landebahn 05 Baumkronen und schlug nur 236 Fuß (ca. 72 Meter) dahinter auf dem Boden auf. Die Maschine pflügte sich anschließend über eine Strecke von 539 Fuß (ca. 164 Meter) durch dicht bewachsenes Gebiet, ehe sie gegen einen drei Fuß (ca. 90 Zentimeter) hohen Felsen prallte. Alle vier Triebwerke wurden von den Tragflächen abgerissen und der Flugzeugrumpf wurde erheblich beschädigt. Nach dem Unfall brach ein Feuer aus, durch welches fast das gesamte Wrack der Maschine niederbrannte.

## Nach dem Aufprall
Den ursprünglichen Aufprall überlebten alle Insassen der Maschine, jedoch brach unmittelbar darauf ein Feuer aus, das sich schnell ausbreitete. Die überlebenden Passagiere sagten später aus, die von ihnen vernommenen Aufprallkräfte seien nur geringfügig intensiver gewesen, als bei einer gewöhnlichen Landung.

## Opfer
Neun Passagiere und der Dritte Offizier Phillips überlebten zunächst den Aufprall und den anschließenden Brand. Einen Tag nach dem Unfall starb ein Passagier an seinen schweren Verletzungen. Drei Tage nach dem Unfall erlagen drei weitere Passagiere sowie Phillips ihren Verletzungen. Ein weiterer Passagier starb neun Tage nach dem Unfall. Letztlich überlebten damit von 101 Insassen der Maschine nur vier Passagiere, es gab 97 Tote.

## Ursache
Das National Transportation Safety Board übernahm nach dem Unfall die Ermittlungen. Der Abschlussbericht wurde am 6. Oktober 1977 veröffentlicht. Die Ermittler gaben an, dass die Besatzung eine übermäßige Sinkrate verspätet erkannt und versäumt hatte, diese zu korrigieren. Die Sinkrate war einem Einfliegen in eine Zone mit destabilisierenden Windänderungen geschuldet, wobei die Winde aus horizontalen und vertikalen Komponenten bestanden, welche von einem starken Regensturm erzeugt und von unebenem Gelände in der Nähe des Anflugwegs des Flugzeugs weiter beeinflusst wurden. Die Maschine wurde somit von einem Downburst erfasst. Die eingeschränkte Sicht aufgrund der Wetterverhältnisse, die illusorischen Auswirkungen eines „Schwarzen Lochs“, eine unzureichende Überwachung von Fluginstrumenten und das Versäumnis der Besatzung, die Sinkgeschwindigkeit während der letzten 15 Sekunden des Fluges abzurufen, beeinträchtigten das Vermögen des Flugkapitäns, die Lage korrekt einzuschätzen.